# سيلينة مكناسية
السيلينة المكناسية[بحاجة لمصدر] (باللاتينية: Silene mekinensis) نوع نباتي يتبع جنس السيلينة من الفصيلة القرنفلية.

## الموئل والانتشار
موطنها المغرب العربي.